# Club Automovilístico Francés de México

El Club Automovilístico Francés, A.C. (CAF) es el primer club automovilístico de la historia del rally en México constituido para esta especialidad automovilística. Fue fundado formalmente el 15 de octubre de 1956 con Jean Ollivier Jr. como primer presidente y acompañado por Pedro Tardán, Alberto Donneaud, Rogelio Marcellin y Gerardo Audibert.
El CAF está asociado a la Comisión Nacional de Rallies de México, A.C.

## Eventos
Uno de los eventos más importante del Club es el Rally de las 24 horas, el cual llegó a ser el de mayor importancia nacional en sus primeros años de vida, lo que lo llevó a ser reconocido oficialmente por la FIA como evento internacional.
Sin embargo, el evento más importante organizado por el CAF es el Rally de México, fecha puntuable del Campeonato Mundial. Adicionalmente, el CAF aprovecha las rutas y la infraestructura del Rally de México para presentar su propia competición, el Rally Guanajuato.

## Pilotos destacados
Entre los pilotos más destacados del CAF se encuentran:
- Max Duarte
- André Signoret
- Giuseppe Spataro
- Jean Noel Valdelievre
- Erwin Richter
- Rafael Tellaeche